# Кордильера-Пенибетика
Кордильера-Пенибетика (исп. Cordillera Penibética) — горы на юге Испании, южная часть горной системы Кордильера-Бетика. Высшая точка — гора Муласен (3478 м).
Кордильера-Пенибетика проходит по южному побережью Андалусии, из провинции Кадис по провинции Альмерия, и заканчивается в регионе Мурсия. Севернее располагаются горы Кордильера-Суббетика и Кордильера-Пребетика.